# Radó Árpád (rádióbemondó)
Radó Árpád (Budapest, 1897. február 11. – Sopronbánfalva, 1945. március 20.) rádióbemondó, az „orgonahangú”, a Magyar Rádió egyik első bemondója.

## Életútja
Szülei Radó Zsigmond és Spitzer Mária voltak. Felesége családja miatt a zsidó származású Radó 1920-ban kikeresztelkedett. Házastársa Rumpler Erzsébet volt.
Apróhirdetésre jelentkezve lett a Telefonhírmondó munkatársa, 1925-től pedig a megalakuló Magyar Rádió egyik első bemondója. Hosszú időn át a jóval idősebb Scherz Edével ketten képezték az intézmény bemondói karát. 1944 áprilisában Baky László utasítására távolították el a rádióból zsidó származása miatt. Utoljára május végén látogatta meg egykori kollégát, aztán önként jelentkezett munkaszolgálatra, pedig rokonsága felajánlotta, hogy bújtatja. A nyilasok hurcolták el, munkaszolgálatosként halt meg a nyugat-magyarországi Sopronbánfalván.
Két lánya született: Radó Emmy és Radó Györgyi; utóbbi ugyancsak a Magyar Rádió egyik bemondója volt az 1950-es években.

## Munkássága
Rádióbemondói tevékenysége mellett ő a narrátora annak az 1933-ban készült, félórás dokumentumfilmnek, amely a lakihegyi adótorony építését mutatja be. Filmhíradóban kétszer volt hallható: egyszer abban az összefoglalóban, amely a lakihegyi adótoronyról szóló dokumentumfilmből készült, másodszor egy rádiós riportban, amely a Budapesti Nemzetközi Vásárt mutatja be. Filmekben is szerepelt, de csakúgy, mint a többi rádióbemondó, kizárólag rádiózással kapcsolatos jelenetekben, rádióbemondóként.

## Filmjei
- A lakihegyi óriás adó (1933) dokumentumfilm narrátora
- Halló, Budapest! (1935) – rádióbemondó
- Magyar feltámadás (1939) – rádióbemondó